# Кладищев, Дмитрий Петрович
Дмитрий Петрович Кладищев (26 февраля 1838 или 8 января 1839 — 20 ноября 1903, Санкт-Петербург) — рязанский губернатор (1886—1893), генерал-лейтенант, российский государственный деятель. Сенатор (1898).

## Биография
Дмитрий Петрович Кладищев родился 26 февраля 1838 (или 8 января 1839) в семье потомственных дворян, внесенных в Дворянскую Родословную книгу Курской губернии. Начальное образование получил в доме родителей.
В 1853 году Дмитрий Петрович поступил на учёбу в Санкт-Петербургский университет, но из-за начавшейся Крымской войны 1853—1856 окончил только 1-й курс обучения.
9 июля 1854 поступил на военную службу вольноопределяющимся (добровольцем) в лейб-гвардии Конный полк с присвоением ему чина унтер-офицера. Гвардейская кавалерия во время войны несла службу по охране побережья Финского залива, в которой с 9 июля по 15 ноября 1854 и с 18 апреля по 15 ноября 1855 участвовал и Д. П. Кладищев. Пожалован в чин корнета 2 августа 1855, в чин поручика — 17 апреля 1859. 2 июля 1859 Д. П. Кладищев «по домашним обстоятельствам» увольняется со службы.
Будучи владельцем родовой недвижимости в Ярославской (2500 десятин) и Тверской (1200 десятин) губерниях, Кладищев, как и многие его современники, занялся предпринимательской деятельностью, охватившей русское общество после крестьянской реформы 1861. Вместе с Базановым, Немчиновым и Сибиряковым Д. П. Кладищев организует золотые прииски в Восточной Сибири, становится одним из учредителей Ленско-Витимского пароходства. Но стать крупным золотопромышленником и владельцем пароходства отставной гвардейский офицер так и не смог.
В июне 1865 Д. П. Кладищев возвращается на военную службу в лейб-гвардии Конный полк. 30 августа 1867 он был награждён орденом Святого Станислава 3-й степени. 30 августа 1869 пожалован чином штабс-ротмистра, и с 20 августа 1870 исправлял должность адъютанта.
Исполнительность и честность Д. П. Кладищева были замечены императором Александром II, который 30 марта 1871 пожаловал ему звание флигель-адъютанта с назначением в Свиту Е.И.В. В августе 1873 Д. П. Кладищев был награждён орденом Святого Владимира 4-й степени, а 10 ноября 1874 пожалован в чин полковника.
Во время Русско-турецкой войны 1877—1878 полковник Д. П. Кладищев заведовал наградным отделением Штаба действующей армии, занимавшемся подготовкой документов для награждения участников военных действий на Дунае и Кавказе.
После окончания войны Д. П. Кладищев продолжил службу в Свите Е.И.В. Дважды ему объявлялось Высочайшее благоволение: в 1881 — за успешное исполнение поручения по снабжению продовольствием Самарской губернии в связи с неурожаем, и в 1883 — за отличную усердную службу. Кроме того, он был награждён российскими орденами Святого Владимира 3-й степени с мечами, и Святой Анны 1-й и 2-й степеней с мечами, а также целым рядом иностранных наград — Командорским крестом 1-й степени Королевства Вюртемберг, Звездой с мечами и Железным крестом Королевства Румынии, Командорским крестом Королевства Сербии и орденом Льва и Солнца 1-й степени Королевства Персии.
Указом 6 мая 1884 флигель-адъютант Его Императорского Величества лейб-гвардии Конного полка полковник Д. П. Кладищев был пожалован чином генерал-майора с зачислением в запас гвардейской кавалерии.

### Рязанский губернатор
27 февраля 1886 император Александр III именным указом назначил Дмитрия Петровича губернатором Рязанским.
Время, с 1886 по 1893, когда Дмитрий Петрович Кладищев руководил Рязанской губернией, совпало с эпохой проведения правительством императора Александра III курса, получивший у современников название «политика контрреформ». В 1890—1892 в Российской империи прошли земская и городская «контрреформы». Полномочия всесословного земского и городского самоуправления были в значительной мере ограничены. Ещё ранее, в 1889, были упразднены выборные мировые судьи. В том же году была введена должность земских участковых начальников, назначавшихся только из потомственных дворян и обладавших значительными административными и судебными полномочиями в отношении крестьян.
В 1891—1892 территория Рязанской и соседних с ней губерний была охвачена голодом, к которому добавилась эпидемия холеры. Признаки грядущей засухи и неурожая появились уже в 1890. Весна 1891 выдалась ранней, при полном отсутствии половодья. В южных уездах губернии начали сев уже 23 марта, поля дали всходы, но ударили морозы и посевы погибли. Весенняя засуха продолжалась до середины июня. В последующие месяцы также осадков выпадало мало. Водоемы высохли. Растительность погибла. Засуха охватила около 100 тыс. десятин пахотной земли. По официальным данным, из 1,8 млн жителей Рязанской губернии голодало свыше 1 млн чел. Особенно тяжелым было положение в южных уездах губернии: Раненбургском, Данковском, Скопинском, Ряжском и Сапожковском.
Губернские власти и земства организовывали помощь голодающим. В хлебном запасе, предназначенном для этих целей, числилось более 80 тыс. пудов ржи, что было недостаточно для обеспечения всех нуждающихся. К тому же этот запас значился только на бумаге, в наличии же его не оказалось. Пришлось принимать чрезвычайные меры. Так, власти губернского города Рязани решили использовать для помощи голодающим деньги, собранные на восстановление драматического театра.
В борьбу с голодом активно включились представители общественности. Был создан губернский благотворительный комитет, который руководил уездными комитетами по сбору и распределению пожертвований в пользу пострадавших от неурожая. В Данковский уезд для оказания помощи голодающим по собственной инициативе приехал граф Л. Н. Толстой с дочерьми Татьяной и Марией, который поселился в селе Бегичевка. За свой счет и за счет поступавших на его имя пожертвований он открыл 187 столовых, где получали бесплатное питание около 9 тыс. крестьян. Всего же земством и представителями общественности в Рязанской губернии было открыто около 900 столовых, обеспечивавших бесплатными обедами свыше 40 тыс. чел. Голодающим было выделено для питания и посевов свыше 3 млн пудов ржи, овса, и различных суррогатов, в среднем по 2 пуда на душу. Выдавались и денежные ссуды.
В эти годы на территории Рязанской губернии не было ни одного крупного волнения. Но, тем не менее, голод обострил политическую ситуацию в стране. Многие представители общественности считали, что власти оказались не в состоянии помочь крестьянству. Эти настроения наиболее ярко отразились в статье Л. Н. Толстого «О голоде», в которой писатель причиной голода называл не природные факторы, а существующие в России порядки. Власти же подозревали, что под видом помощи голодающим ведется антиправительственная пропаганда. Выполняя предписания Департамента полиции, Д. П. Кладищев приказал исправнику Данковского уезда установить негласное наблюдение за Л. Н. Толстым.
Помимо борьбы с голодом губернатор Д. П. Кладищев занимался и текущими делами. В годы его руководства губернией произошли многие важные события. 1 июля 1886 в Рязани открылось общество потребителей. В 1888 власти дали разрешение губернскому земству на организацию колонии для душевнобольных на 200 мест в селе Голенчино Рязанского уезда. Эта колония считалась одним из самых образцовых заведений такого рода в России и отличалась гуманным отношением к больным.
1890-е стали для Рязанской губернии годами экономического подъёма. В Сапожковском уезде быстро росло кустарное производство сельскохозяйственных машин. Появилась новая отрасль — крахмальное производство. По числу крахмальных заводов, расположенных преимущественно в Спасском уезде, и по объёмам их производства Рязанская губерния в эти годы занимала первое место в России.
Все чаще рязанцы занимались «отхожим промыслом», одной из причин которого было хроническое малоземелье. В 1890 из губернии ушло на заработки 560 тыс. чел., из них 27 % нанялись рабочими на заводы и фабрики, 15 % — плотниками, 11 % — извозчиками.
16 февраля 1893 именным указом императора Александра III генерал-майор Дмитрий Петрович Кладищев был освобожден от должности губернатора Рязанского с назначением членом Совета министра внутренних дел. В 1896 он был пожалован чином генерал-лейтенанта.
Умер 20 ноября 1903 года.